# Petite-Chaux

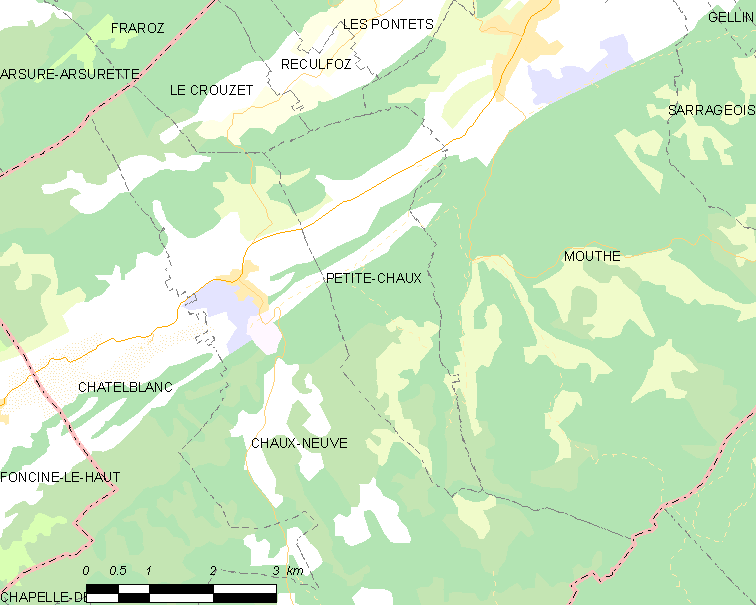

Petite-Chaux ist eine französische Gemeinde mit 174 Einwohnern (Stand: 1. Januar 2022) im Département Doubs in der Region Bourgogne-Franche-Comté.

## Geographie
Petite-Chaux liegt auf 985 m über dem Meeresspiegel, etwa 28 Kilometer südwestlich der Stadt Pontarlier (Luftlinie). Das Straßenzeilendorf erstreckt sich im Jura, in der Längsmulde des Val de Mouthe am nördlichen Talhang, zwischen den Höhen des Bois de Ban im Norden und des Risoux im Süden, nahe der Grenze zur Schweiz.
Die Fläche des 9,81 km² großen Gemeindegebiets umfasst einen Abschnitt des französischen Juras. Die Landschaft ist geprägt durch parallel verlaufende Geländekämme und Längsmulden, die gemäß der Streichrichtung des Faltenjuras in dieser Region in Richtung Südwest-Nordost orientiert sind. Der zentrale Teil des Gebietes wird von einer rund 1 km breiten Längsmulde eingenommen, die in geologisch-tektonischer Hinsicht eine Synklinale bildet. Entwässert wird das Gebiet durch den Cébriot nach Nordosten zum Doubs.
Auf seiner Nordwestseite wird die Längsmulde des Val de Mouthe von der bewaldeten Höhe des Bois de Ban (1095 m) flankiert. Mit einem schmalen Streifen erstreckt sich das Gemeindeareal nach Süden in das teils bewaldete, teils mit Weideland bedeckte Gebiet des Risoux, auf dem mit 1280 m die höchste Erhebung von Petite-Chaux erreicht wird. Es gibt hier keine oberirdischen Fließgewässer, weil das Niederschlagswasser im verkarsteten Untergrund versickert. Das Gemeindegebiet ist Teil des Regionalen Naturparks Haut-Jura (frz.: Parc naturel régional du Haut-Jura).
Zu Petite-Chaux gehören der Weiler Vuillet (992 m) im Val de Mouthe nördlich des Cébriot sowie zahlreiche Einzelhöfe. Nachbargemeinden von Petite-Chaux sind Le Crouzet und Reculfoz im Norden, Mouthe im Osten sowie Chaux-Neuve im Süden und Westen.

## Geschichte
Das Gebiet um Petite-Chaux wurde im 12. Jahrhundert gerodet und urbar gemacht. Die eigentliche Besiedlung erfolgte jedoch erst im Lauf des 14. Jahrhunderts. Im Mittelalter gehörte Petite-Chaux zur Herrschaft Mouthe. Zusammen mit der Franche-Comté gelangte das Dorf mit dem Frieden von Nimwegen 1678 an Frankreich. Durch einen verheerenden Großbrand wurden 1976 sechs Häuser, darunter auch das Musée de la Maison de Pleine Air, zerstört. Heute ist Petite-Chaux Mitglied des Gemeindeverbandes Lacs et Montagnes du Haut-Doubs.

## Sehenswürdigkeiten

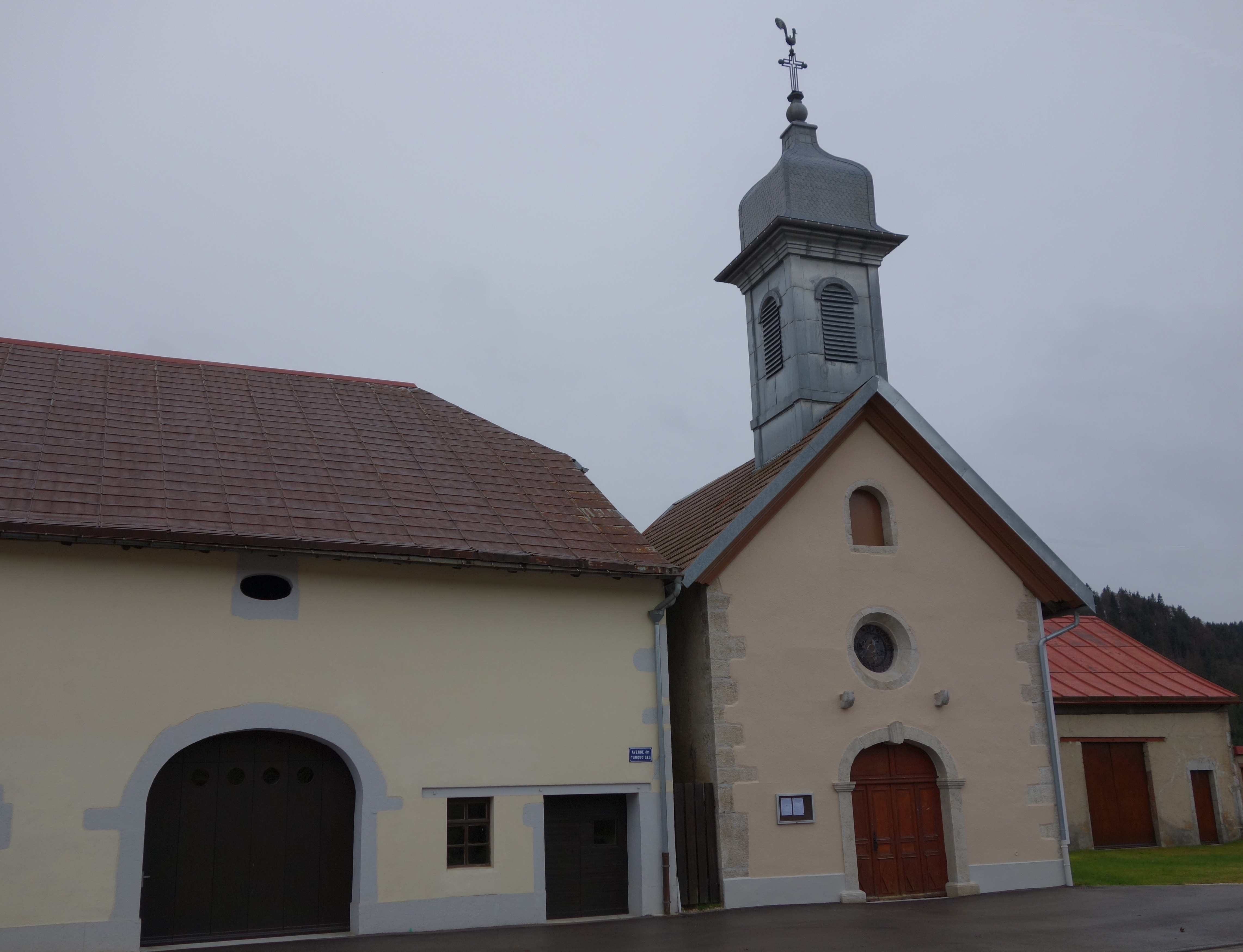
Kapelle Saint-Antide

Die Dorfkapelle Saint-Antide wurde 1681 erbaut und Ende des 20. Jahrhunderts umfassend restauriert.

## Bevölkerung
| Jahr                       | 1962 | 1968 | 1975 | 1982 | 1990 | 1999 | 2006 | 2016 |
| Einwohner                  | 120  | 114  | 64   | 77   | 128  | 129  | 129  | 145  |
| Quellen: Cassini und INSEE |      |      |      |      |      |      |      |      |

Mit 174 Einwohnern (1. Januar 2022) gehört Petite-Chaux zu den kleinsten Gemeinden des Départements Doubs. Nachdem die Einwohnerzahl in der ersten Hälfte des 20. Jahrhunderts markant abgenommen hatte (1891 wurden noch 214 Personen gezählt), wurde seit Beginn der 1980er Jahre wieder ein Bevölkerungswachstum verzeichnet.

## Wirtschaft und Infrastruktur
Petite-Chaux war bis weit ins 20. Jahrhundert hinein ein vorwiegend durch die Landwirtschaft, insbesondere Milchwirtschaft und Viehzucht, sowie durch die Forstwirtschaft geprägtes Dorf. Daneben gibt es heute einige Betriebe des lokalen Kleingewerbes, darunter ein Unternehmen der Uhrmacherei. Einige Erwerbstätige sind auch Wegpendler, die in den größeren Ortschaften der Umgebung ihrer Arbeit nachgehen.
Die Ortschaft liegt abseits der größeren Durchgangsstraßen an der Departementsstraße D437, die von Saint-Laurent-en-Grandvaux nach Pontarlier führt.